# Чувашский государственный педагогический университет имени И. Я. Яковлева
Чува́шский госуда́рственный педагоги́ческий университе́т им. И. Я. Я́ковлева (чув. И. Я. Яковлев ячӗллӗ Чӑваш патшалӑх педагогика университечӗ) — первое национальное высшее учебное заведение Чувашской Республики. Расположен в городе Чебоксары.

## История
Университет был основан в 1930 году, открыт постановлением ВЦИК и Совнаркома РСФСР в октябре 1930 года как Чувашский государственный педагогический институт. 
Является первым вузом республики.
В составе института были отделения: физико-техническое; общественно-литературное с секциями общественно-политической, чувашского языка и литературы, русского языка и литературы; агрономическое; химико-биологическое; дошкольное; политико-просветительское; трудовое; а также подготовительные курсы и Чувашский педагогический рабфак.
В 1934 году отделения реорганизованы в факультеты: исторический, языка и литературы, естествознания, физико-математический. В том же году при институте организован учительский институт, функционировавший до 1952 года.
Мандельштам, Надежда Яковлевна преподавала в ЧГПИ в 50-х.
Постановлением Совета Министров РСФСР в 1958 году вузу присвоено имя чувашского педагога-просветителя Ивана Яковлевича Яковлева.
C 1993 г. здесь работал профессор Ивлев Д. Д., основатель научной школы механики в Чувашии.

### Директора, ректоры ЧГПИ, ЧГПУ
- июль 1930 — май 1931 — Чернов Ефрем Семёнович
- 1931—1935 — Григорьев Тимофей Григорьевич
- февраль 1935—февраль 1937 — Кутяшов Сергей Спиридонович
- апрель 1937—июль 1937, август—ноябрь 1942 — вр.и. о. директора Кондакова Александра Анемподистовна
- июль 1937—август 1938, 1944—1950 — Харитонов Варфоломей Тихонович
- август 1938—июль 1939 — Нейман Моисей Самуилович
- июль 1939—сентябрь 1940 — Широков Владимир Иванович[4]
- сентябрь 1940—сентябрь 1941 — и. о. директора Хрусталёв Антонин Васильевич[5]
- сентябрь—октябрь 1941, февраль—ноябрь 1942 — и. о. директора Бокарев Николай Иванович
- октябрь 1941—февраль 1942 — Авотин Ян Георгиевич
- ноябрь 1942—апрель 1943 — Булатов Григорий Петрович[6]
- апрель 1943—март 1944 — Волощенко Павел Иванович
- март—август 1944 — и. о. директора Миловидов Зином Михайлович
- 1950—1963 — Евлампьев Константин Евлампьевич[7]
- 1963—1983 — Марков Анатолий Семёнович
- январь 1983 — апрель 1984 — Ахмеев Гурий Николаевич[8]
- 1984—1999 — Сидоров Георгий Сидорович[9]
- 1999—2011 — Григорьев, Георгий Николаевич[10]
- 2011—май 2016 — Миронов Борис Гурьевич
- c 18 мая 2016 — и. о. ректора Иванов Владимир Николаевич[11]
- с 30 июня 2017 года - август 2023 — Иванов Владимир Николаевич
- с 29 августа 2023 года — Кожанов Игорь Владимирович

## Университет сегодня
Численность студентов составляет свыше 5,5 тысяч человек. В университете ведется высшая профессиональная подготовка кадров по 91 программе бакалавриата, 4 программам специалитета, 41 программе магистратуры на 7 факультетах. В настоящее время в аспирантуре ведется подготовка аспирантов по 25 специальностям в 9 отраслях наук.
Выпускаются газеты «Педвузовец», научные журналы ВАК «Вестник ЧГПУ им. И. Я. Яковлева», "Вестник ЧГПУ им. И. Я. Яковлева: Серия «Механика предельного состояния».
Высокое место университета в системе российского образования подтверждается рейтинговыми оценками Министерства образования РФ.

## Научно-исследовательские институты
Научно-исследовательский институт этнопедагогики имени академика РАО Г. Н. Волкова.

## Факультеты
- Факультет физико-математического образования, информатики и технологий (с февраля 2023 года)
- Факультет иностранных языков
- Факультет естествознания, физической культуры и спорта (с февраля 2023 года)
- Факультет истории, филологии, управления и права (с февраля 2023 года)
- Факультет художественного и музыкального образования
- Психолого-педагогический факультет
- Факультет дошкольной и коррекционной педагогики и психологии

## Общеуниверситетские кафедры
- Кафедра педагогики, психологии и философии
- Кафедра иностранных языков
- Кафедра физического воспитания

## Инфраструктура
Здания и сооружения университета расположены в двух административных районах Чебоксар — Ленинском и Московском, а также в Чебоксарском районе Чувашии. Три учебных корпуса, два общежития и учебно-бытовой комплекс (столовая) расположены в квартале, ограниченном улицами Карла Маркса, Кооперативная, Президентским бульваром и площадью Республики. Ещё два учебных корпуса, бассейн (физкультурно-оздоровительный комплекс), стадион и агробиостанция расположены в квартале, ограниченном улицами Пирогова, академика А. Н. Крылова, Зелёной и Радужной, и имеют один адрес — ул. Пирогова, 25. Остальные здания университета расположены обособленно.

### Учебные корпуса
- Главный учебный корпус,  памятник архитектуры (региональный), (1956)[15] — кирпичное, четырёхэтажное Ш-образное в плане здание — важнейшая составляющая часть ансамбля площади Республики. Построено по проекту архитектора А. М. Крылова[16], образец сталинской архитектуры. В корпусе расположены ректорат, научная библиотека (с читальным залом), научные подразделения, научно-исследовательский институт этнопедагогики имени академика РАО Г. Н. Волкова, физико-математический факультет, факультет иностранных языков, управления и службы, профсоюзные комитеты обучающихся и сотрудников, музей И. Я. Яковлева[17]; имеются спортивный и актовый залы.
Адрес: ул. К. Маркса, д. 38.
- Второй учебный корпус (1971) — кирпичное шестиэтажное здание. В корпусе расположены факультет художественного и музыкального образования (бывшие музыкально-педагогический и художественно-графический факультеты), музей материнской славы[17]; имеется концертный (актовый) зал[18].
Адрес: Президентский бульвар, д. 19.
- Третий учебный корпус (1988) — трёхэтажное кирпично-панельное здание с внутренним двориком, построено на основе типового проекта школы V-76[19], передано институту решением Правительства Чувашской АССР[18]. В корпусе расположены психолого-педагогический факультет, факультет естественнонаучного образования, биологический музей[17]; имеются спортивный и актовый залы, столовая.
Адрес: ул. Пирогова, д. 25.
- Четвёртый учебный корпус (1988) — трёхэтажное кирпично-панельное здание, построено по типовому проекту детского сада, передано институту в 1998 году. В корпусе расположен факультет дошкольной и коррекционной педагогики и психологии.
Адрес: ул. Шумилова, д. 18А.
- Пятый учебный корпус (2003) — пяти-шестиэтажное здание кирпичное здание. В корпусе расположены факультет чувашской и русской филологии, технолого-экономический факультет, факультет истории, управления и права, учебно-производственная мастерская, музей истории университета, археолого-этнографический музей им. В. Ф. Каховского[17]; имеются спортивный и тренажерный залы, 2 швейных цеха[18].
Адрес: Президентский бульвар, д. 19А.
- Шестой учебный корпус (2005) — трёхэтажное кирпичное здание. В корпусе расположен факультет физической культуры; имеются три спортивных зала, велосипедная база[18].
Адрес: ул. Пирогова, д. 25.

## Известные преподаватели
См.: Преподаватели Чувашского государственного педагогического университета

## Известные выпускники
См.: Выпускники Чувашского государственного педагогического университета